# Janvier 2007

## Actualités du mois

### Lundi1erjanvier
- L'Angola rejoint l'OPEP[1].
- Biélorussie : Entrée en vigueur de l'accord du 31 décembre 2006 avec la Russie [2]:
  - Le prix du gaz importé passe de 46 à 100 dollars les mille m3[3], cependant moins que le prix du marché (230 $) [4];
  - Gazprom (groupe russe) prend 50 % de Beltransgaz qui gère les flux de gaz liquide vers l'Europe et le tarif du transit passe de 0,75 $ à 1,45 $ par 1 000 m3 sur 100 km[4].
- Irak : Rassemblement populaire à Tikrit, en hommage à Saddam Hussein, pendu le 30 décembre 2006. D'autres rassemblement ont lieu dans les villes à majorité sunnite du pays, mais aussi dans d'autres villes du monde arabe sunnite[5].
- Nations unies : Le Sud-Coréen Ban Ki-moon devient le nouveau secrétaire général en succédant à Kofi Annan[6].
- Somalie : conséquence de leur défaite de la veille, les milices des Tribunaux islamiques évacuent Kismaayo, le principal port du sud du pays[7].
- Union européenne :
  - Entrée de la Bulgarie et de la Roumanie dans l'Union qui compte désormais près de 487 millions d'habitants répartis dans 27 pays[8].
  - La Slovénie rejoint la zone euro et adopte sa nouvelle monnaie[9].
  - L’Allemagne succède à la Finlande à la présidence semestrielle[10].

### Mercredi3 janvier
- France : Le Premier ministre, Dominique de Villepin, annonce un projet de loi sur le droit au logement opposable, qu'il veut applicable dès la fin de 2008. Le projet est présenté au Conseil de ministres du 17[11].
- Somalie : Fermeture de la frontière avec le Kenya et renforcement des patrouilles navales américaines au large des côtes[12].

### Jeudi4 janvier
- Union européenne : La chancelière allemande, assurant la présidence de l'Union, est en visite à Washington dans le but de relancer le « partenariat atlantique »[13].

### Vendredi5 janvier
- États-Unis :
  - Le directeur national du renseignement, John Négroponte, est nommé secrétaire d'État adjoint[14].
  - L'ancien vice-amiral et directeur de la NSA, Michael McConnell, est nommé directeur national du renseignement[15].
  - L'ancien amiral, William Fallon est nommé à la direction du Centcom (Irak, Afghanistan)[15].
- Irak : Ryan Crocker est nommé ambassadeur des États-Unis à Bagdad, en remplacement de Zalmay Khalilzad[16].
- Nations unies : Zalmay Khalilzad est nommé ambassadeur des États-Unis en remplacement de John Bolton[17].
- Pologne : Le nouvel archevêque de Varsovie, Stanislaw Wielgus, nommé le 6 décembre 2006, reconnaît avoir été un collaborateur de l'ancienne police politique communiste[18].

### Samedi6 janvier
- France : La candidate Ségolène Royal, en visite sur la Grande Muraille de Chine déclare : « ...qui n'est pas venu sur la Grande Muraille n'est pas un brave, et qui vient sur la Grande Muraille conquiert la « bravitude ». », ce qui déclenche en France une série de moqueries sur ce néologisme[19].

### Dimanche7 janvier
- Pologne : Démission de l'archevêque de Varsovie, Stanislaw Wielgus, reconnu comme ancien collaborateur de la police communiste. Le pape reconduit le cardinal Glemp « jusqu'à la prise de nouvelles décisions »[20].

### Lundi8 janvier
- Biélorussie : La société russe Transneft interrompt les exportations de brut par l'oléoduc Droujba qui dessert l'Europe via la Biélorussie. Cette décision est prise en réaction à l'instauration par le gouvernement biélorusse d'une taxe de transit de 45 $/tonne[21].
- Irak : Réouverture du deuxième procès du régime de Saddam Hussein concernant l'opération Al-Anfal qui sévit en 1987-1988 contre le Kurdistan[22].
- Somalie : Bombardements aériens américains visant selon le gouvernement américain « les principaux dirigeants d'Al-Qaïda dans la région »[23].

### Mardi9 janvier
- Cinéma : Mort du producteur italien Carlo Ponti (94 ans)[24].
- Littérature : Mort de l'helléniste français Jean-Pierre Vernant (93 ans), défenseur des langues anciennes[25].
- Technologie : Apple annonce la sortie de l'iPhone, baladeur mp3 et téléphone à écran tactile[26].

### Mercredi10 janvier
- Biélorussie : Le gouvernement renonce à l'instauration de la taxe de transit de 45 $/tonne sur le pétrole russe vers l'Europe occidentale passant par l'oléoduc Droujba[27].
- Irak : Le président George W. Bush annonce l'envoi de 21 500 soldats américains supplémentaires en déclarant[28],[29] : « Le défi en cours, à travers le Moyen-Orient élargi, est davantage qu'un conflit militaire. C'est l'affrontement idéologique décisif de notre temps. D'un côté, il y a ceux qui croient à la liberté et à la modération; de l'autre, des extrémistes qui tuent les innocents et qui ont annoncé leur intention de détruire notre mode de vie... »
- Nicaragua : Le nouveau président Daniel Ortega, démocratiquement élu, est investi en présence des présidents Hugo Chávez (Venezuela) et d'Evo Morales (Bolivie)[30].

### Jeudi11 janvier
- Chine : Un missile balistique antisatellite est testé avec succès. De nombreux pays expriment leur inquiétude[31].
- Organisation mondiale du commerce : Le Viêt Nam rejoint l'organisation internationale et en devient le 150e membre[32].
- Sport : David Beckham annonce qu'il quitte le Real Madrid pour l'équipe MLS du Los Angeles Galaxy. Le transfert prend effet à la fin de la saison[33].

### Vendredi12 janvier
- Mexique : miracle supposé de Notre-Dame de Guadalupe, le ventre de la statue aurait émis une lumière intense en forme de nouveau-né.
- États-Unis : phénomène céleste inexpliqué dit des lumières de Phoenix.
- Argentine : Arrestation de l'ancienne présidente, Isabel Peron (1974-1976), à Madrid où elle réside depuis 1981, à la suite du mandat d'arrêt international, émis le 10 par le juge de Buenos Aires, qui enquête sur la disparition d'un opposant lorsqu'elle était au pouvoir[34].
- Somalie : Chute de Ras Kamboni dernier endroit encore sous l'emprise des Tribunaux islamiques[35].

### Samedi13 janvier
- France : Le gaulliste Nicolas Dupont-Aignan annonce sa démission de l'UMP à la suite de sa dispute avec Nicolas Sarkozy sur le refus de ce dernier de lui accorder deux minutes de parole lors du congrès d'investiture du lendemain[36],[37].
- Amérique latine : Le chef du gouvernement iranien, Mahmoud Ahmadinejad effectue, une tournée de trois jours au Venezuela, au Nicaragua et en Équateur. Il annonce la création d'une compagnie pétrolière commune irano-vénézuélienne[38],[39].
- Proche-Orient : La secrétaire d'État américain, Condoleezza Rice, effectue une tournée qui l'amène, en Israël, dans les territoires palestiniens, en Arabie saoudite et au Koweït. Elle indique n'avoir « aucun plan, aucune proposition » concernant le conflit israélo-palestinien[40]. Son premier objectif est d'obtenir des soutiens contre l'Iran[41].

### Dimanche14 janvier
- Équateur : Le nouveau président élu, Rafael Correa, est symboliquement investi par un congrès rassemblant vingt mille indiens dans le village de Zumbahua, où il reçoit le « bâton du chef »[42].
- France : Le congrès d'investiture de l'UMP rassemble vingt-cinq mille participants à Paris et investit Nicolas Sarkozy comme son candidat à l'élection présidentielle avec 98,1 % des suffrages exprimés des adhérents[43].

### Lundi15 janvier
- Golfe persique : Le nouveau secrétaire américain à la Défense, Robert Gates, annonce le déploiement d'un second groupe aéronaval et de missiles antimissiles Patriot, et déclare [44],[45]: « Nous voulons simplement faire comprendre que nous allons être présents dans le Golfe pour une longue période. »
- Irak : Pendaison de Bazan al-Takriti (demi-frère de Saddam Hussein) et de Awad al-Bandar, ancien président du tribunal révolutionnaire[46],[47].
- Singapour : Inauguration du monorail Sentosa Express[réf. nécessaire].

### Mardi16 janvier
- Afghanistan : Le nouveau secrétaire d'État à la Défense, Robert Gates, en visite, se déclare prêt à y renforcer le contingent américain et adresse un avertissement au Pakistan, qu'il accuse de « double jeu »[48].
- France : Mort de René Riffaud (108 ans), un des quatre derniers poilus de la Première Guerre mondiale[49].
- Israël : Le général Dan Haloutz, chef d'État major de Tsahal démissionne[50].
- Union européenne : Élection du nouveau Président du Parlement européen; le démocrate-chrétien allemand Hans Gert Pöttering est élu en remplacement du socialiste espagnol Josep Borrell[51].

### Mercredi17 janvier
- Europe : La tempête Kyrill frappe pendant deux jours un large corridor depuis les îles Britanniques jusqu'en Pologne. Ses vents font au moins 45 morts, d'importants dégâts matériels et ils ont perturbé les trafics ferroviaires et aériens européens[52].
- France : Au Palais de l'Élysée, Bernadette Chirac, reçoit Laura Bush, Suzanne Moubarak, Silvia de Suède, Paola de Belgique et Lioudmila Poutina pour la création d'un comité européen pour la défense de l'enfance exploitée[53].

### Jeudi18 janvier
- États-Unis : à New York, plus de deux mille juifs antisionnistes manifestent contre la politique israélienne, parmi eux ceux de l'association [[Natury Karta|Natury Karta[réf. nécessaire]]].
- France : Une cérémonie des « Justes » est organisée au Panthéon à laquelle participe le Président Jacques Chirac et Simone Veil[54].

### Vendredi19 janvier
- Turquie : à Istanbul, le journaliste turc arménien, Hrant Dink, est assassiné. Il était un des plus ardents défenseurs de la minorité arménienne et militait pour la réconciliation entre Arméniens et Turcs[55].

### Samedi20 janvier
- Kenya : à Nairobi, tenue du Forum social mondial jusqu'au 25 janvier[56].
- Liban : Les groupes de l'opposition et la Confédération générale des travailleurs libanais appellent à une grève générale à partir du mardi 23[57],[58].

### Dimanche21 janvier
- Serbie : Aux élections législatives, les nationalistes du Parti radical serbe de Vojislav Seselj — inculpé pour crimes de guerre, il est emprisonné à La Haye — arrivent en tête avec 28 % des voix[59]. Le chef de la diplomatie de l'Union européenne, Javier Solana, déclare : « J'espère vraiment que nous allons assister à la formation rapide d'un gouvernement aligné sur les forces proeuropéennes. »

### Lundi22 janvier
- Canada : Une polémique se développe à l'encontre de Ségolène Royal[60], alors qu'après avoir reçu à Paris, le chef du Parti québécois, André Boisclair, elle déclare que sa position « reflétait des valeurs communes, soit la liberté et la souveraineté du Québec. »[61]
- France : Décès de l'Abbé Pierre (94 ans) à l'hôpital du Val-de-Grâce à Paris[62].

### Mardi23 janvier
- États-Unis : Dans son discours sur l'état de l'Union, le président George W. Bush justifie sa décision de renforcer la présence américaine en Irak et demande au Congrès de lui donner « une chance »[63],[64].
- Liban : Début de la grève générale à l'appel des groupes de l'opposition et de la CGT Libanaise[65].

### Mercredi24 janvier
- France : Mort de Jean-François Deniau (78 ans), ancien ministre, écrivain, académicien et navigateur[66].
- Liban : Deuxième jour de la grève générale et violents affrontements qui vont durer deux jours et faire trois morts et 130 blessés[67].
- Porto Rico : Mort de Emiliano Mercado del Toro (115 ans), doyen de l'humanité et vétéran de la Première Guerre mondiale[68].
- Suisse : À Davos, ouverture du forum économique mondial[69], jusqu'au 28 janvier[70].
- Belgique : BXL et Contact 2 fusionnent : création de Mint[réf. nécessaire].

### Jeudi25 janvier
- Israël : Moshe Katsav demande sa suspension temporaire du poste de président d'Israël et celle-ci est acceptée par une commission spéciale du Parlement pour une période de trois mois[71]. La présidente du Parlement Dalia Itzik devient présidente par intérim[72].
- Liban : La troisième Conférence internationale de Paris sur le Liban (« Paris-3 ») étudie comment soutenir politiquement et financièrement le gouvernement pro-occidental de Fouad Siniora dont l'opposition demande la démission[73],[74].

### Vendredi26 janvier
- France :
  - Funérailles solennelles à Notre-Dame de Paris pour l'abbé Pierre avant l'inhumation au cimetière d'Esteville en Seine-Maritime[75],[76].
  - Antilles françaises : La candidate Ségolène Royal est en visite (jusqu'au 29) et déclare « Je serai la présidente de la République de la France métissée. »[77],[78]
- Inde : à New Delhi, visite officielle du Président russe Vladimir Poutine reçu comme un « ami spécial » par le Premier ministre Manmohan Singh qui espère conclure avec la Russie un « partenariat à long terme » dans le secteur « vital » du nucléaire[79].
- Sport : Le Français Michel Platini est élu président de l'UEFA lors du congrès de cet organisme dirigeant du football européen à Düsseldorf par 27 voix contre 23 au président sortant, le Suédois Lennart Johansson[80].

### Samedi27 janvier
- France : Le PS exclut Georges Frêche (député, président de la région Languedoc-Roussillon) pour ses propos jugés « racistes » sur la composition de l'équipe de France de football après ceux sur les harkis[81].

### Dimanche28 janvier
- États-Unis : Manifestation à Washington des opposants à la guerre en Irak[82].

### Lundi29 janvier
- Afrique : 8e sommet de l'Union africaine, jusqu'au 30 janvier, à Addis-Abeba, présidée par le Ghana[83].
- Environnement : Réunion du groupe environnemental d'experts sur l'évolution du climat (GIEC) à Paris[84].
- Cuba : Le président vénézuélien Hugo Chávez rend visite à Fidel Castro[réf. nécessaire].
- Israël : Un attentat-suicide palestinien cause la mort de trois Israéliens dans la station balnéaire d'Eilat[85].
- Soudan : L'ONG Médecins du monde se retire du Darfour, jugeant la situation trop dangereuse[86].

### Mardi30 janvier
- Journée mondiale des lépreux[87].
- Afrique : le président chinois Hu Jintao commence une série de visites officielles qui l'amèneront, jusqu'au 10 février, au Cameroun, au Soudan, en Zambie, en Namibie, en Afrique du Sud, au Mozambique et aux Seychelles[88].
- Informatique : Sortie officielle mondiale au grand public de Microsoft Windows Vista et Microsoft Office 2007[89].
- Irak : Attentat anti-chiites, le jour de l'Achoura, dans le village Dour Mandali[90].
- Palestine : à la suite de l'attentat-suicide du 29 janvier contre la station balnéaire d'Eilat, l'armée israélienne reprend dans la nuit du 30 au 31 une série de bombardements sur Gaza, ce qui déclenche une trêve entre le Hamas et le Fatah[91].
- Venezuela : Le Secrétaire d'État américain John Negroponte dénonce « le danger que représente Hugo Chavez pour les démocraties latino-américaines » à cause de « son populisme radical »[92].
- Le Zimbabwe enregistre un taux record d'inflation de 1 600 %[réf. nécessaire].

## Thématique

### Décès
- 14 janvier : Alice Mossie Brues, anthropologue physique et botaniste  (° 1913)
- 15 janvier : Nabi Khazri, poète azerbaïdjanais (° 10 décembre 1924).